# Lógica filosófica
Entendida em um sentido estrito, a lógica filosófica é a área da filosofia que estuda a aplicação de métodos lógicos a problemas filosóficos, muitas vezes na forma de sistemas lógicos estendidos como a lógica modal. Alguns teóricos concebem a lógica filosófica em um sentido mais amplo como o estudo do escopo e da natureza da lógica em geral. Neste sentido, a lógica filosófica pode ser vista como idêntica à filosofia da lógica, que inclui temas adicionais como a definição da lógica ou uma discussão dos conceitos fundamentais da lógica. O presente artigo trata a lógica filosófica no sentido estrito, no qual forma um campo de investigação dentro da filosofia da lógica.
Uma questão importante para a lógica filosófica é a questão de como classificar a grande variedade de sistemas lógicos não clássicos, muitos dos quais são de origem bastante recente. Uma forma de classificação frequentemente encontrada na literatura distingue entre lógicas estendidas e lógicas desviantes. A lógica mesma pode ser definida como o estudo de inferência válida. A lógica clássica é a forma dominante de lógica e articula regras de inferência de acordo com intuições lógicas compartilhadas por muitos, como a lei do terceiro excluído, a eliminação da dupla negação e a bivalência da verdade.
As lógicas estendidas são sistemas lógicos que se baseiam na lógica clássica e suas regras de inferência, mas a estendem a novos campos, introduzindo novos símbolos lógicos e as correspondentes regras de inferência que regem esses símbolos. No caso da lógica modal alética, esses novos símbolos são usados para expressar não apenas o que é verdadeiro simpliciter, mas também o que é possível ou necessariamente verdadeiro. É frequentemente combinado com a semântica de mundos possíveis, que sustenta que uma proposição é possivelmente verdadeira se é verdadeira em algum mundo possível, enquanto é necessariamente verdadeira se é verdadeira em todos os mundos possíveis. A lógica deôntica pertence à ética e fornece um tratamento formal de noções éticas, como obrigação e permissão. A lógica temporal formaliza as relações temporais entre proposições. Isto inclui ideias como se algo é verdade em algum momento ou o tempo todo e se é verdade no futuro ou no passado. A lógica epistêmica pertence à epistemologia. Pode ser usada para expressar não apenas o que é o caso, mas também o que alguém acredita ou sabe que é o caso. Suas regras de inferência articulam o que decorre do fato de alguém ter esses tipos de estados mentais. As lógicas de ordem superior não aplicam diretamente a lógica clássica a certos novos subcampos dentro da filosofia, mas a generalizam ao permitir a quantificação não apenas sobre indivíduos, mas também sobre predicados.
As lógicas desviantes, em contraste com essas formas de lógicas estendidas, rejeitam alguns dos princípios fundamentais da lógica clássica e são frequentemente vistas como suas rivais. A lógica intuicionista baseia-se na ideia de que a verdade depende da verificação através de uma prova. Isto a leva a rejeitar certas regras de inferência encontradas na lógica clássica que não são compatíveis com esta suposição. A lógica livre modifica a lógica clássica a fim de evitar pressupostos existenciais associados ao uso de termos singulares possivelmente vazios, como nomes e descrições definitivas. As lógicas plurivalentes permitem valores adicionais de verdade além de verdadeiro e falso. Assim, rejeitam o princípio da bivalência da verdade. As lógicas paraconsistentes são sistemas lógicos capazes de lidar com contradições. Fazem isso evitando o princípio de explosão encontrado na lógica clássica. A lógica relevante é uma forma proeminente de lógica paraconsistente. Rejeita a interpretação puramente funcional de verdade do condicional material ao introduzir o requisito adicional de relevância: para que o condicional seja verdadeiro, seu antecedente deve ser relevante para seu consequente.

## Definição e campos relacionados
O termo "lógica filosófica" é usado por teóricos diferentes de maneiras ligeiramente diferentes. Quando entendida em um sentido estrito, como discutido neste artigo, a lógica filosófica é a área da filosofia que estuda a aplicação de métodos lógicos a problemas filosóficos. Isto geralmente acontece na forma de desenvolver novos sistemas lógicos para estender a lógica clássica a novas áreas ou para modificá-la de modo a incluir certas intuições lógicas não abordadas adequadamente pela lógica clássica. Neste sentido, a lógica filosófica estuda várias formas de lógicas não clássicas, como a lógica modal e a lógica deôntica. Desta forma, vários conceitos filosóficos fundamentais, como possibilidade, necessidade, obrigação, permissão e tempo, são tratados de maneira logicamente precisa, expressando formalmente os papéis inferenciais que desempenham em relação uns aos outros. Alguns teóricos entendem a lógica filosófica em um sentido mais amplo como o estudo do escopo e da natureza da lógica em geral. Nesta visão, investiga vários problemas filosóficos levantados pela lógica, incluindo os conceitos fundamentais da lógica. Neste sentido mais amplo, pode ser entendida como idêntica à filosofia da lógica, onde estes temas são discutidos. O presente artigo discute apenas a concepção estrita da lógica filosófica. Neste sentido, forma uma área dentro da filosofia da lógica.
Central para a lógica filosófica é a compreensão do que é a lógica e qual papel as lógicas filosóficas desempenham nela. A lógica pode ser definida como o estudo de inferências válidas. Uma inferência é o passo do raciocínio em que se passa das premissas para uma conclusão. Muitas vezes o termo "argumento" também é usado em seu lugar. Uma inferência é válida se é impossível que as premissas sejam verdadeiras e a conclusão seja falsa. Neste sentido, a verdade das premissas garante a verdade da conclusão. Isto pode ser expresso em termos de regras de inferência: uma inferência é válida se sua estrutura, ou seja, a forma como suas premissas e sua conclusão são formadas, segue uma regra de inferência. Diferentes sistemas lógicos fornecem relatos diferentes para quando uma inferência é válida. Isto significa que usam diferentes regras de inferência. A abordagem tradicionalmente dominante da validade é chamada de lógica clássica. Mas a lógica filosófica se preocupa com a lógica não clássica: estuda sistemas alternativos de inferência. As motivações para fazer isso podem ser divididas, grosso modo, em duas categorias. Para alguns, a lógica clássica é estreita demais: deixa de fora muitas questões filosoficamente interessantes. Isto pode ser resolvido estendendo a lógica clássica com símbolos adicionais para dar um tratamento logicamente rigoroso de outras áreas. Outros veem alguma falha na própria lógica clássica e tentam dar um relato rival de inferência. Isto geralmente leva ao desenvolvimento de lógicas desviantes, cada uma das quais modifica os princípios fundamentais por trás da lógica clássica a fim de retificar suas supostas falhas.

## Classificação de lógicas
Os desenvolvimentos modernos na área da lógica resultaram em uma grande proliferação de sistemas lógicos. Isto contrasta fortemente com o domínio histórico da lógica aristotélica, que foi tratada como o único cânone da lógica por mais de dois mil anos. Os tratados sobre a lógica moderna muitas vezes tratam estes diferentes sistemas como uma lista de tópicos separados sem fornecer uma classificação clara deles. No entanto, uma classificação frequentemente mencionada na literatura acadêmica é devido a Susan Haack e distingue entre lógica clássica, lógicas estendidas e lógicas desviantes. Esta classificação é baseada na ideia de que a lógica clássica, ou seja, a lógica proposicional e a lógica de primeira ordem, formaliza algumas das intuições lógicas mais comuns. Neste sentido, constitui um relato básico dos axiomas que regem a inferência válida. As lógicas estendidas aceitam este relato básico e o estendem a áreas adicionais. Isto geralmente acontece adicionando novo vocabulário, por exemplo, para expressar necessidade, obrigação ou tempo. Estes novos símbolos são então integrados no mecanismo lógico especificando quais novas regras de inferência se aplicam a eles, como que a possibilidade decorre da necessidade. As lógicas desviantes, por outro lado, rejeitam alguns dos pressupostos básicos da lógica clássica. Neste sentido, não são meras extensões dela, mas são muitas vezes formuladas como sistemas rivais que oferecem um relato diferente das leis da lógica.
Expressa em uma linguagem mais técnica, a distinção entre lógicas estendidas e desviantes é às vezes feita de uma maneira ligeiramente diferente. Nesta visão, uma lógica é uma extensão da lógica clássica se duas condições são cumpridas: (1) todas as fórmulas bem formadas da lógica clássica também são fórmulas bem formadas nela e (2) todas as inferências válidas da lógica clássica também são inferências válidas nela. Para uma lógica desviante, por outro lado, (a) sua classe de fórmulas bem formadas coincide com a da lógica clássica, enquanto (b) algumas inferências válidas na lógica clássica não são inferências válidas nela. O termo lógica quase desviante é usado se (i) introduz um novo vocabulário, mas todas as fórmulas bem formadas da lógica clássica também são fórmulas bem formadas nela e (ii) mesmo quando se restringe a inferências usando apenas o vocabulário da lógica clássica, algumas inferências válidas na lógica clássica não são inferências válidas nela. O termo "lógica desviante" é frequentemente usado em um sentido que inclui também lógicas quase desviantes.
Um problema filosófico levantado por esta pluralidade de lógicas diz respeito à questão de se pode haver mais de uma lógica verdadeira. Alguns teóricos favorecem uma abordagem local na qual diferentes tipos de lógica são aplicados a diferentes áreas. Os primeiros intuicionistas, por exemplo, viam a lógica intuicionista como a lógica correta para a matemática, mas permitiam a lógica clássica em outros campos. Mas outros, como Michael Dummett, preferem uma abordagem global, mantendo que a lógica intuicionista deve substituir a lógica clássica em todas as áreas. O monismo é a tese de que há apenas uma lógica verdadeira. Isso pode ser entendido de diferentes maneiras, por exemplo, que apenas um de todos os sistemas lógicos sugeridos é correto ou que o sistema lógico correto ainda está para ser encontrado como um sistema subjacente e unificador de todas as diferentes lógicas. Os pluralistas, por outro lado, sustentam que uma variedade de sistemas lógicos diferentes podem ser todos corretos ao mesmo tempo.
Um problema intimamente relacionado diz respeito à questão de se todos esses sistemas formais realmente constituem sistemas lógicos. Isto é especialmente relevante para lógicas desviantes que se afastam muito das intuições lógicas comuns associadas à lógica clássica. Neste sentido, foi argumentado, por exemplo, que a lógica difusa é uma lógica apenas no nome, mas deveria ser considerada um sistema formal não lógico, pois a ideia de graus de verdade está demasiado distante das intuições lógicas mais fundamentais. Assim, nem todos concordam que todos os sistemas formais discutidos neste artigo realmente constituem lógicas, quando se entende em um sentido restrito.

## Lógica clássica
A lógica clássica é a forma dominante de lógica usada na maioria dos campos. O termo refere-se principalmente à lógica proposicional e à lógica de primeira ordem. A lógica clássica não é um tema independente dentro da lógica filosófica. Mas uma boa familiaridade com ela ainda é necessária, pois muitos dos sistemas lógicos de interesse direto para a lógica filosófica podem ser entendidos ou como extensões da lógica clássica, que aceitam seus princípios fundamentais e se baseiam nela, ou como modificações dela, rejeitando algumas de suas premissas centrais. A lógica clássica foi inicialmente criada a fim de analisar argumentos matemáticos e foi aplicada a vários outros campos somente depois. Por esta razão, negligencia muitos temas de importância filosófica não relevantes para a matemática, como a diferença entre necessidade e possibilidade, entre obrigação e permissão, ou entre passado, presente e futuro. Estes e outros tópicos semelhantes recebem um tratamento lógico nas diferentes lógicas filosóficas que estendem a lógica clássica. A lógica clássica por si só se preocupa apenas com alguns conceitos básicos e o papel que estes conceitos desempenham em fazer inferências válidas. Os conceitos pertencentes à lógica proposicional incluem conectivos proposicionais, como "e", "ou" e "se-então". Característica da abordagem clássica destes conectivos é que eles seguem certas leis, como a lei do terceiro excluído, a eliminação da dupla negação, o princípio de explosão e a bivalência da verdade. Isto diferencia a lógica clássica de várias lógicas desviantes, que negam um ou vários destes princípios.
Na lógica de primeira ordem, as proposições mesmas são compostas por partes subproposicionais, como predicados, termos singulares e quantificadores. Os termos singulares referem-se a objetos e predicados expressam propriedades de objetos e relações entre eles. Os quantificadores constituem um tratamento formal de noções como "para alguns" e "para todos". Eles podem ser usados para expressar se os predicados têm uma extensão ou se sua extensão inclui todo o domínio. A quantificação só é permitida sobre termos individuais, mas não sobre predicados, em contraste com as lógicas de ordem superior.

## Lógicas estendidas

### Modal alética
A lógica modal alética tem sido muito influente na lógica e na filosofia. Fornece um formalismo lógico para expressar o que é possível ou necessariamente verdadeiro. Constitui uma extensão da lógica de primeira ordem, que por si só apenas é capaz de expressar o que é verdadeiro simpliciter. Esta extensão acontece através da introdução de dois novos símbolos: "{\displaystyle \Diamond }" para possibilidade e "{\displaystyle \Box }" para necessidade. Estes símbolos são usados para modificar proposições. Por exemplo, se "{\displaystyle {\it {\text{Sábio(sócrates)}}}}" representa a proposição "Sócrates é sábio", então "{\displaystyle \Diamond {\it {\text{Sábio(sócrates)}}}}" expressa a proposição "é possível que Sócrates seja sábio". A fim de integrar estes símbolos ao formalismo lógico, vários axiomas são adicionados aos axiomas existentes da lógica de primeira ordem. Governam o comportamento lógico destes símbolos ao determinar como a validade de uma inferência depende do fato de que estes símbolos são encontrados nela. Geralmente incluem a ideia de que se uma proposição é necessária, então sua negação é impossível, ou seja, que "{\displaystyle \Box A}" é equivalente a "{\displaystyle \lnot \Diamond \lnot A}". Outro princípio é que, se algo é necessário, então também deve ser possível. Isto significa que "{\displaystyle \Diamond A}" decorre de "{\displaystyle \Box A}". Há desacordo sobre exatamente quais axiomas governam a lógica modal. As diferentes formas de lógica modal são frequentemente apresentadas como uma hierarquia aninhada de sistemas em que os sistemas mais fundamentais, como o sistema K, incluem apenas os axiomas mais fundamentais, enquanto outros sistemas, como o popular sistema S5, são construídos sobre ele incluindo axiomas adicionais. Neste sentido, o sistema K é uma extensão da lógica de primeira ordem, enquanto o sistema S5 é uma extensão do sistema K. Discussões importantes dentro da lógica filosófica dizem respeito à questão de qual sistema de lógica modal é correto. Geralmente é vantajoso ter o sistema mais forte possível a fim de poder tirar muitas inferências diferentes. Mas isto traz consigo o problema de que algumas destas inferências adicionais podem contradizer as intuições modais básicas em casos específicos. Isto geralmente motiva a escolha de um sistema mais básico de axiomas.
A semântica de mundos possíveis é uma semântica formal muito influente na lógica modal que traz consigo o sistema S5. Uma semântica formal de uma linguagem caracteriza as condições sob as quais as sentenças desta linguagem são verdadeiras ou falsas. As semânticas formais desempenham um papel central na concepção teórica dos modelos de validade. São capazes de fornecer critérios claros para estabelecer se uma inferência é válida ou não: uma inferência é válida se e somente se preserva a verdade, ou seja, se sempre que suas premissas são verdadeiras, então sua conclusão também é verdadeira. Se são verdadeiras ou falsas é especificado pela semântica formal. A semântica de mundos possíveis especifica as condições de verdade das sentenças expressas na lógica modal em termos de mundos possíveis. Um mundo possível é uma maneira completa e consistente de como as coisas poderiam ter sido. Nesta visão, uma sentença modificada pelo operador "{\displaystyle \Diamond }" é verdadeira se é verdadeira pelo menos em um mundo possível, enquanto uma sentença modificada pelo operador "{\displaystyle \Box }" é verdadeira se é verdadeira em todos os mundos possíveis. Portanto, a sentença "{\displaystyle \Diamond {\it {\text{Sábio(sócrates)}}}}" (é possível que Sócrates seja sábio) é verdadeira, pois há pelo menos um mundo onde Sócrates é sábio. Mas "{\displaystyle \Box {\it {\text{Sábio(sócrates)}}}}" (é necessário que Sócrates seja sábio) é falso, já que Sócrates não é sábio em todos os mundos possíveis. A semântica de mundos possíveis foi criticada como uma semântica formal da lógica modal, já que parece ser circular. A razão para isto é que os mundos possíveis são eles mesmos definidos em termos modais, ou seja, como maneiras de como as coisas poderiam ter sido. Desta forma, ela mesma usa expressões modais para determinar a verdade de sentenças que contêm expressões modais.

### Deôntica
A lógica deôntica estende a lógica clássica ao campo da ética. De importância central na ética são os conceitos de obrigação e permissão, ou seja, quais ações o agente tem que fazer ou é permitido fazer. A lógica deôntica geralmente expressa essas ideias com os operadores "{\displaystyle O}" e "{\displaystyle P}". Assim, se "{\displaystyle J(r)}" significa a proposição "Ramirez corre", então "{\displaystyle OJ(r)}" significa que Ramirez tem a obrigação de correr e "{\displaystyle PJ(r)}" significa que Ramirez tem a permissão de correr.
A lógica deôntica está intimamente relacionada à lógica modal alética, na medida em que os axiomas que regem o comportamento lógico de seus operadores são idênticos. Isto significa que a obrigação e a permissão se comportam em relação à inferência válida da mesma forma que a necessidade e a possibilidade. Por esta razão, às vezes até os mesmos símbolos são usados como operadores. Assim como na lógica modal alética, há uma discussão na lógica filosófica sobre qual é o sistema correto de axiomas para expressar as intuições comuns que governam as inferências deônticas. Mas os argumentos e contraexemplos aqui são ligeiramente diferentes, pois os significados destes operadores diferem. Por exemplo, uma intuição comum na ética é que se o agente tem a obrigação de fazer algo, então automaticamente também tem a permissão para fazê-lo. Isto pode ser expresso formalmente através do esquema axiomático "{\displaystyle OA\to PA}". Outra questão de interesse para a lógica filosófica diz respeito à relação entre lógica modal alética e a lógica deôntica. Um princípio frequentemente discutido a este respeito é que dever implica poder. Isto significa que o agente só pode ter a obrigação de fazer algo se for possível para o agente fazê-lo. Expresso formalmente: "{\displaystyle OA\to \Diamond A}".

### Temporal
A lógica temporal usa mecanismos lógicos para expressar relações temporais. Em sua forma mais simples, contém um operador para expressar que algo aconteceu em um momento e outro para expressar que algo está acontecendo o tempo todo. Estes dois operadores se comportam da mesma maneira que os operadores de possibilidade e necessidade na lógica modal alética. Já que a diferença entre passado e futuro é de importância central para os assuntos humanos, estes operadores são frequentemente modificados para levar essa diferença em conta. A lógica temporal de Arthur Prior, por exemplo, realiza esta ideia usando quatro desses operadores: {\displaystyle P} (foi o caso que...), {\displaystyle F} (será o caso que...), {\displaystyle H} (sempre foi o caso que...) e {\displaystyle G} (sempre será o caso que...). Assim, para expressar que sempre choverá em Londres, pode-se usar "{\displaystyle G(Chuvosa(londres))}". Vários axiomas são usados para governar quais inferências são válidas dependendo dos operadores que aparecem nelas. Segundo eles, por exemplo, pode-se deduzir "{\displaystyle F(Chuvosa(londres))}" (será chuvoso em Londres em algum momento) de "{\displaystyle G(Chuvosa(londres))}". Em formas mais complicadas de lógica temporal, também são definidos operadores binários que vinculam duas proposições, por exemplo, para expressar que algo acontece até que outra coisa aconteça.
A lógica modal temporal pode ser traduzida para a lógica clássica de primeira ordem tratando o tempo na forma de um termo singular e aumentando a aridade de seus predicados por um. Por exemplo, a sentença da lógica temporal "{\displaystyle escuro\land P(claro)\land F(claro)}" (está escuro, estava claro e será claro novamente) pode ser traduzida para a pura lógica de primeira ordem como "{\displaystyle escuro(t_{1})\land \exists t_{0}(t_{0}<t_{1}\land claro(t_{0}))\land \exists t_{2}(t_{1}<t_{2}\land claro(t_{2}))}". Embora abordagens semelhantes são frequentemente vistas na física, os lógicos geralmente preferem um tratamento autônomo do tempo em termos de operadores. Isto também está mais próximo das linguagens naturais, que usam principalmente a gramática, por exemplo, conjugando verbos, para expressar o passado ou o futuro dos eventos.

### Epistêmica
A lógica epistêmica é uma forma de lógica modal aplicada ao campo da epistemologia. Tem como objetivo captar a lógica do conhecimento e da crença. Os operadores modais que expressam conhecimento e crença são geralmente expressos através dos símbolos "{\displaystyle K}" (knows) e "{\displaystyle B}" (believes). Assim, se "{\displaystyle {\it {\text{Sábio(sócrates)}}}}" representa a proposição "Sócrates é sábio", então "{\displaystyle K{\it {\text{Sábio(sócrates)}}}}" expressa a proposição "o agente sabe que Sócrates é sábio" e "{\displaystyle B{\it {\text{Sábio(sócrates)}}}}" expressa a proposição "o agente acredita que Sócrates é sábio". Os axiomas que regem estes operadores são então formulados para expressar vários princípios epistêmicos. Por exemplo, o esquema axiomático "{\displaystyle KA\to A}" expressa que sempre que algo é conhecido, então é verdade. Isto reflete a ideia de que só se pode saber o que é verdade, caso contrário não é conhecimento, mas outro estado mental. Outra intuição epistêmica sobre o conhecimento diz respeito ao fato de que quando o agente sabe algo, também sabe que sabe. Isto pode ser expresso pelo esquema axiomático "{\displaystyle KA\to KKA}". Um princípio adicional que liga conhecimento e crença afirma que conhecimento implica crença, ou seja, "{\displaystyle KA\to BA}". A lógica epistêmica dinâmica é uma forma distinta de lógica epistêmica que se concentra em situações nas quais mudanças de crença e conhecimento acontecem.

### Ordem superior
As lógicas de ordem superior estendem a lógica de primeira ordem ao incluir novas formas de quantificação. Na lógica de primeira ordem, a quantificação é restrita a termos singulares. Pode ser usada para falar sobre se um predicado tem alguma extensão ou se sua extensão inclui todo o domínio. Desta forma, proposições como "{\displaystyle \exists x({\it {{\text{Maçã}}(x)\land Doce(x))}}}" (existem algumas maçãs que são doces) podem ser expressas. Em lógicas de ordem superior, a quantificação é permitida não apenas sobre termos individuais, mas também sobre predicados. Desta forma, é possível expressar, por exemplo, se certos indivíduos compartilham alguns ou todos os seus predicados, como em "{\displaystyle \exists Q(Q(mary)\land Q(john))}" (há algumas qualidades que Mary e John compartilham). Devido a estas mudanças, as lógicas de ordem superior têm mais poder expressivo do que a lógica de primeira ordem. Isto pode ser útil para a matemática de várias maneiras, já que diferentes teorias matemáticas têm uma expressão muito mais simples na lógica de ordem superior do que na lógica de primeira ordem. Por exemplo, a aritmética de Peano e a teoria dos conjuntos de Zermelo-Fraenkel precisam de um número infinito de axiomas para serem expressos na lógica de primeira ordem. Mas podem ser expressos na lógica de segunda ordem com apenas alguns poucos axiomas.
Mas apesar desta vantagem, a lógica de primeira ordem ainda é muito mais usada do que a lógica de ordem superior. Uma razão para isto é que a lógica de ordem superior é incompleta. Isto significa que, para teorias formuladas na lógica de ordem superior, não é possível provar todas as sentenças verdadeiras pertencentes à teoria em questão. Outra desvantagem está ligada aos compromissos ontológicos adicionais das lógicas de ordem superior. Muitas vezes se sustenta que o uso do quantificador existencial traz consigo um compromisso ontológico com as entidades sobre as quais este quantificador é aplicado. Na lógica de primeira ordem, isto diz respeito apenas aos indivíduos, o que é geralmente visto como um compromisso ontológico não problemático. Na lógica de ordem superior, a quantificação também diz respeito às propriedades e relações. Isto é frequentemente interpretado como significando que a lógica de ordem superior traz consigo uma forma de platonismo, ou seja, a visão de que as propriedades e relações universais existem além dos indivíduos.

## Lógicas desviantes

### Intuicionista
A lógica intuicionista é uma versão mais restrita da lógica clássica. É mais restrita no sentido de que certas regras de inferência utilizadas na lógica clássica não constituem inferências válidas nela. Isto diz respeito especificamente à lei do terceiro excluído e à eliminação da dupla negação. A lei do terceiro excluído afirma que para cada sentença, ou ela ou sua negação é verdadeira. Expresso formalmente: {\displaystyle A\lor \lnot A}. A lei da eliminação da dupla negação afirma que se uma sentença não é não verdadeira, então é verdadeira, ou seja, "{\displaystyle \lnot \lnot A\to A}". Devido a estas restrições, muitas provas são mais complicadas e algumas provas aceitas de outra forma tornam-se impossíveis.
Estas modificações da lógica clássica são motivadas pela ideia de que a verdade depende da verificação através de uma prova. Isso foi interpretado no sentido de que "verdadeiro" significa "verificável". Originalmente, aplicava-se apenas ao campo da matemática, mas desde então tem sido usado também em outros campos. Nesta interpretação, a lei do terceiro excluído envolveria a suposição de que todo problema matemático tem uma solução na forma de uma prova. Neste sentido, a rejeição intuicionista da lei do terceiro excluído é motivada pela rejeição desta suposição. Esta posição também pode ser expressa afirmando que não há verdades inexperientes ou transcendentes à verificação. Neste sentido, a lógica intuicionista é motivada por uma forma de idealismo metafísico. Aplicado à matemática, afirma que os objetos matemáticos existem apenas na medida em que são construídos na mente.

### Livre
A lógica livre rejeita alguns dos pressupostos existenciais encontrados na lógica clássica. Na lógica clássica, cada termo singular tem que denotar um objeto no domínio da quantificação. Isto é geralmente entendido como um compromisso ontológico com a existência da entidade nomeada. Mas muitos nomes são usados no discurso cotidiano que não se referem a entidades existentes, como "Papai Noel" ou "Pégaso". Isto ameaça excluir tais áreas do discurso de um tratamento lógico rigoroso. A lógica livre evita estes problemas ao permitir fórmulas com termos singulares não denotativos. Isto se aplica a nomes próprios, assim como a descrições definidas e expressões funcionais. Os quantificadores, por outro lado, são tratados da maneira usual como abrangendo o domínio. Isso permite que expressões como "{\displaystyle \lnot \exists x(x={\it {{\text{papai noel}})}}}" (Papai Noel não existe) sejam verdadeiras, embora são contraditórias na lógica clássica. Também traz consigo a consequência de que certas formas válidas de inferência encontradas na lógica clássica não são válidas na lógica livre. Por exemplo, pode-se inferir a partir de "{\displaystyle Barba({\it {{\text{papai noel}})}}}" (Papai Noel tem barba) que "{\displaystyle \exists x(Barba(x))}" (algo tem barba) na lógica clássica, mas não na lógica livre. Na lógica livre, muitas vezes um predicado de existência é usado para indicar se um termo singular denota um objeto no domínio ou não. Mas o uso de predicados de existência é controverso. São frequentemente opostos com base na ideia de que ter existência é necessário se algum predicado deve se aplicar ao objeto. Neste sentido, a existência mesma não pode ser um predicado.
Karel Lambert, que cunhou o termo "lógica livre", sugeriu que a lógica livre pode ser entendida como uma generalização da lógica clássica de predicados, assim como a lógica de predicados é uma generalização da lógica aristotélica. Nesta visão, a lógica clássica de predicados introduz predicados com uma extensão vazia, enquanto a lógica livre introduz termos singulares de coisas inexistentes.
Um problema importante para a lógica livre consiste em como determinar o valor de verdade de expressões que contêm termos singulares vazios, ou seja, de formular uma semântica formal para a lógica livre. A semântica formal da lógica clássica pode definir a verdade de suas expressões em termos de sua denotação. Mas esta opção não pode ser aplicada a todas as expressões na lógica livre, pois nem todas têm uma denotação. Três abordagens gerais para esta questão são frequentemente discutidas na literatura: a semântica negativa, a semântica positiva e a semântica neutra. A semântica negativa sustenta que todas as fórmulas atômicas contendo termos vazios são falsas. Nesta visão, a expressão "{\displaystyle Barba({\it {{\text{papai noel}})}}}" é falsa. A semântica positiva permite que pelo menos algumas expressões com termos vazios sejam verdadeiras. Isto geralmente inclui declarações de identidade, como "{\displaystyle {\it {{\text{papai noel}}={\it {\text{papai noel}}}}}}". Algumas versões introduzem um segundo domínio externo para objetos inexistentes, que é então usado para determinar os valores de verdade correspondentes. A semântica neutra, por outro lado, sustenta que as fórmulas atômicas contendo termos vazios não são nem verdadeiras nem falsas. Isto é muitas vezes entendido como uma lógica trivalente, ou seja, que um terceiro valor de verdade além de verdadeiro e falso é introduzido para estes casos.

### Plurivalente
As lógicas plurivalentes são lógicas que permitem mais de dois valores de verdade. Rejeitam um dos pressupostos centrais da lógica clássica: o princípio da bivalência da verdade. As versões mais simples de lógicas plurivalentes são lógicas trivalentes: contêm um terceiro valor de verdade. Na lógica trivalente de Stephen Cole Kleene, por exemplo, este terceiro valor de verdade é "indefinido". De acordo com a lógica quadrivalente de Nuel Belnap, há quatro possíveis valores de verdade: "verdadeiro", "falso", "nem verdadeiro nem falso" e "tanto verdadeiro quanto falso". Isto pode ser interpretado, por exemplo, como indicando as informações que se tem sobre se um estado obtém: informações que obtém, informações que não obtém, nenhuma informação e informações conflitantes. Uma das formas mais extremas de lógica plurivalente é a lógica difusa. Permite que a verdade surja em qualquer grau entre 0 e 1. 0 corresponde a completamente falso, 1 corresponde a completamente verdadeiro, e os valores intermediários correspondem à verdade em algum grau, por exemplo, como um pouco verdadeiro ou muito verdadeiro. É frequentemente usado para lidar com expressões vagas na linguagem natural. Por exemplo, dizer que "Petr é jovem" se encaixa melhor (ou seja, é "mais verdadeiro") quando "Petr" se refere a uma criança de três anos do que quando se refere a uma pessoa de 23 anos. As lógicas plurivalentes com um número finito de valores de verdade podem definir seus conectivos lógicos usando tabelas de verdade, assim como a lógica clássica. A diferença é que estas tabelas de verdade são mais complexas, já que mais entradas e saídas possíveis devem ser consideradas. Na lógica trivalente de Kleene, por exemplo, as entradas "verdadeiro" e "indefinido" para o operador de conjunção "{\displaystyle \land }" resultam na saída "indefinido". As entradas "falso" e "indefinido", por outro lado, resultam em "falso".

### Paraconsistente
As lógicas paraconsistentes são sistemas lógicos que podem lidar com contradições sem levar a um absurdo total. Conseguem isso evitando o princípio de explosão encontrado na lógica clássica. De acordo com o princípio de explosão, qualquer coisa decorre de uma contradição. Este é o caso devido a duas regras de inferência, que são válidas na lógica clássica: introdução da disjunção e silogismo disjuntivo. De acordo com a introdução da disjunção, qualquer proposição pode ser introduzida na forma de uma disjunção quando emparelhada com uma proposição verdadeira. Então, como é verdade que "o sol é maior que a lua", é possível inferir que "o sol é maior que a lua ou a Espanha é controlada por coelhos espaciais". De acordo com o silogismo disjuntivo, pode-se inferir que uma destas proposições disjuntivas é verdadeira se a outra é falsa. Portanto, se o sistema lógico também contém a negação desta proposição, ou seja, que "o sol não é maior que a lua", então é possível inferir qualquer proposição deste sistema, como a proposição de que "a Espanha é controlada por coelhos espaciais". As lógicas paraconsistentes evitam isso usando diferentes regras de inferência que tornam inválidas as inferências de acordo com o princípio de explosão.
Uma motivação importante para o uso de lógicas paraconsistentes é o dialeteísmo, ou seja, a crença de que as contradições não são apenas introduzidas nas teorias devido a erros, mas que a própria realidade é contraditória e as contradições nas teorias são necessárias para refletir com precisão a realidade. Sem lógicas paraconsistentes, o dialeteísmo seria sem esperança, já que tudo seria tanto verdadeiro quanto falso. Lógicas paraconsistentes tornam possível manter as contradições locais, sem explodir todo o sistema. Mas mesmo com esse ajuste, o dialeteísmo continua sendo muito controverso. Outra motivação para a lógica paraconsistente é fornecer uma lógica para discussões e crenças grupais nas quais o grupo como um todo pode ter crenças inconsistentes se seus diferentes membros estão em desacordo.

#### Relevante
A lógica relevante é um tipo de lógica paraconsistente. Como tal, também evita o princípio de explosão, embora isto geralmente não é a principal motivação por trás da lógica relevante. Em vez disso, é normalmente formulada com o objetivo de evitar certas aplicações não intuitivas do condicional material encontradas na lógica clássica. A lógica clássica define o condicional material em termos puramente funcionais de verdade, ou seja, "{\displaystyle p\to q}" é falso se "{\displaystyle p}" é verdadeiro e "{\displaystyle q}" é falso, mas de outra forma é verdadeiro em todos os casos. De acordo com esta definição formal, não importa se "{\displaystyle p}" e "{\displaystyle q}" são relevantes um para o outro de qualquer forma. Por exemplo, o condicional material "se todos os limões são vermelhos, então há uma tempestade de areia dentro da Ópera de Sydney" é verdadeira embora as duas proposições não sejam relevantes uma para a outra.
O fato de que este uso de e condicionais materiais é muito pouco intuitivo também se reflete na lógica informal, que categoriza tais inferências como falácias de relevância. A lógica relevante tenta evitar estes casos ao exigir que, para um condicional material verdadeiro, seu antecedente deve ser relevante para o consequente. Uma dificuldade enfrentada para esta questão é que a relevância geralmente pertence ao conteúdo das proposições, enquanto a lógica trata apenas de aspectos formais. Este problema é parcialmente abordado pelo princípio de compartilhamento de variáveis (variable sharing principle). Afirma que o antecedente e o consequente devem compartilhar uma variável proposicional. Este seria o caso, por exemplo, em "{\displaystyle (p\land q)\to q}", mas não em "{\displaystyle (p\land q)\to r}". Uma preocupação intimamente relacionada à lógica relevante é que as inferências devem seguir o mesmo requisito de relevância, ou seja, que é um requisito necessário de inferências válidas que suas premissas sejam relevantes para sua conclusão.